# Hildegard Striedter-Temps
Hildegard Striedter-Temps, nemška slavistka, * 24. januar 1931, Gardelegen, Nemčija, † 19. april 1972, Dettingen, Nemčija.
Hildegard Striedter-Temps je avtorica monografije Nemške izposojenke v slovenščini (Deutsche Lehnwörter im Slovenischen) iz leta 1963, ki je skupaj z njeno disertacijo Nemške izposojenke v srbohrvaščini (Deutsche Lehnwörter im Serbokroatischen) še vedno eno izmed standardnih del o stikih med nemščino in posameznimi slovanskimi jeziki.

## Življenje
Hildegard Striedter-Temps se je rodila 24. januarja 1931 v Gardelegnu v regiji Altmark na severu pokrajine Saška - Anhalt. Od leta 1937 je obiskovala osnovno šolo v svojem rojstnem mestu in tam od leta 1941 srednjo šolo. Med šolsko reformo iz leta 1946 je prišla iz srednje šole v deseti razred oddelka za moderne tuje jezike gimnazije, na kateri je 14. julija 1949 maturirala. Oktobra leta 1950 se je vpisala na Filozofsko fakulteto Svobodne univerze v Berlinu in študirala slavistiko (kot glavni predmet) ter germanistiko in indoevropščino (kot stranska predmeta). V slavističnem seminarju Svobodne univerze je srečala Jurija Striedterja, ki se je po promociji iz literarne vede leta 1953 na univerzi v Heidelbergu potegoval za študijsko mesto na Svobodni univerzi, da bi tam nadaljeval študij ruskega jezika in književnosti. Postala sta par in se 17. maja 1956 poročila, sledila pa je cerkvena poroka, ki jo je opravil prijatelj, teolog in politično angažirani pastor Helmut Gollwitzer. Leta 1962 se jima je rodil sin Georg Friedrich, leta 1965 pa Johann Christoph. Potem ko je leta 1967 Jurij Striedter dobil profesuro na novoustanovljeni univerzi v Konstanzu, se je družina preselila v Dettingen ob Überlinškem jezeru, ki danes spada pod mesto Konstanz. Tu se je Hildegard Striedter-Temps dejavno vključila v lokalno politiko in pristopila k podružnici Socialdemokratske stranke Nemčije (SPD). Leta 1968 je bila za šest let izvoljena v dettingenski občinski svet, vendar pa je to funkcijo opravljala le nekaj časa, ker je že kmalu po preselitvi zbolela za rakom. Hildegard Striedter-Temps je umrla 19. aprila 1972, pokopana pa je bila v Dettingenu.

## Delo

### Disertacija Nemške izposojenke v srbohrvaščini
Hildegard Striedter-Temps je v disertaciji, ki jo je leta 1957 predložila Svobodni univerzi v Berlinu, ukvarjala z nemškimi izposojenkami v srbohrvaščini. Leta 1958, kmalu po uspešno opravljanem doktoratu, je bila disertacija tudi natisnjena. Pod naslovom Nemške izposojenke v srbohrvaščini (Deutsche Lehnwörter im Serbokroatischen) je izšla v zbirki Objave Oddelka za slovanske jezike in književnosti Vzhodnoevropskega inštituta (Slovanski seminar) na Svobodni univerzi v Berlinu, in sicer v komisijski prodaji pri Ottu Harrassowitzu v Wiesbadnu.

### Monografija Nemške izposojenke v slovenščini
Pet let pozneje, leta 1963, je Hildegard Striedter-Temps objavila drugo monografijo pod naslovom Nemške izposojenke v slovenščini (Deutsche Lehnwörter im Slovenischen). Izšla je v isti zbirki kot njena disertacija, tudi tokrat v komisijski prodaji pri Ottu Harrassowitzu v Wiesbadnu, in ima 225 strani.
Zgradba druge monografije Striedter-Tempsove je v glavnem podobna njeni raziskavi nemško-srbohrvaškega jezikovnega stika. V uvodnem delu je na kratko obravnavala stanje raziskav, potem korpus in metode. Nato je takoj v grobem skicirala zgodovinske povezave. Sledi glasoslovje, v katerem je avtorica v podpoglavjih natančno analizirala glavno substitucijo posameznih samoglasnikov in soglasnikov, izhajala pa je iz fonologije nemškega jezika kot dajalca. V to poglavje je kot posebna enota vrinjeno vprašanje izposojenih pripon. Najobsežnejši del monografije pa predstavlja tako imenovani seznam besed, abecedni pregled nemških izposojenk, vključno z etimološko razlago, podatki o osnovi nemške izposojenke, glasovnimi pojasnili in s kronološko uvrstitvijo prevzema. Ta del obsega nad 1600 gesel.
Avtorica v uvodu k monografiji pojasnjuje, na katerem korpusu temelji njena zbirka besed. Po eni strani so to še v 19. stoletju napisani slovarji Murka, Cigaleta, Jarnika, Janežiča in Pleteršnika, po drugi strani pa sodobna, tj. v 20. stoletju objavljena slovarja Tomšiča in Glonarja, pa tudi starejša slovarska dela Megiserja, Alasia de Sommaripe, Pohlina in Gutsmana. Poleg teh del so bili uporabljeni še Trubarjevi in Dalmatinovi prevodi Svetega pisma ter Štrekljeva zbirka ljudskih pesmi. Za živa slovenska narečja je posegla predvsem po delih Primusa Lessiaka in Eberharda Kranzmayerja.